# François Lafon (Maler)
François Lafon (* 1846 in Paris; † 1913 in Neuilly-sur-Seine) war ein französischer Maler.

## Leben
Seinen ersten künstlerischen Unterricht erhielt Lafon durch seinen Vater, den Maler Jacques-Émile Lafon (1817–1886). Mit dessen Unterstützung wurde Lafon später Schüler an der École des Beaux-Arts und dort u. a. durch Alexandre Cabanel unterrichtet.
Als sich nach dem Deutsch-Französischen Krieg das Leben wieder normalisiert hatte, konnte Lafon 1875 anlässlich der großen Jahresausstellung des Salon de Paris sehr erfolgreich debütieren. Nach einigen Jahren erfolgreichen Schaffens wurde er 1890 als Mitglied in die Société nationale des beaux-arts aufgenommen.

## Werke (Auswahl)
eigenes Schaffen
- Jeune italienne endormie.
- La demande en mariage.
- Femme ramassant des branches dans la forêt.
- La toilette de Vénus.
- Bacchantes.

staatliche Aufträge
- Le martyre de Sainte Cécile. 1875.
- Saint Étienne.
- Au pays d'Erymanthe.
- Jésus parmi les docteurs.
- A Constantinople au IVe siècle sous le règne de l'imperatrice Eudoxie.